# آلخاندرو کرسپیلو
آلخاندرو کرسپیلو (انگلیسی: Vere؛ زادهٔ ۱۴ سپتامبر ۲۰۰۰) بازیکن فوتبال است که به عنوان وینگر چپ برای رایو وایکانو بی بازی می‌کند.